# 彭永辉
彭永辉（1953年10月—），男，汉族，重庆涪陵人，中华人民共和国政治人物，曾任中共重庆市委统战部副部长，重庆市政协副主席。